# Llorenç Fluxà Rosselló
Llorenç Fluxà Rosselló (Inca, 1949) és un empresari del calçat mallorquí, fill de Llorenç Fluxà Figuerola. Llicenciat en ciències empresarials per la universitat de Deusto, el 1974 creà la marca de sabates Camper, seguint la tradició familiar de dedicació al sector. D'aleshores ençà ha aconseguit convertir Camper en una marca coneguda arreu del món.
Fluxà ha estat un expert en tècniques de màrqueting i comunicació. El 1982 Camper va obrir la seva primera tenda a Barcelona amb l'ajut de gent de les arts gràfiques que saberen dissenyar una publicitat innovadora i imaginativa. Ha mantingut sempre aquesta línia d'innovació, des de la creació del seu primer producte, l'anomenada porquera, fins als seus èxits actuals, les famoses Twins.
La internacionalització de Camper ha estat la culminació del treball de tres generacions de sabaters en una mateixa família, des de 1853 fins avui. A finals dels 90 Camper desplegà internacionalment des de París i Londres. Aquestes tendes varen atraure l'interès de professionals d'altres països com el Japó que han estat claus per a la mundialització del producte. El 1996 s'introduí en el mercat asiàtic; el 2000 inaugurà la seva primera tenda a Nova York, el 2002 a Sydney i el 2004 a Praga. Té 52 botigues pròpies arreu del món. El 2005 va rebre el Premi Ramon Llull.